# Abra de Porculla
Der Abra de Porculla, alternative Schreibweise Abra de Porcuya, ist ein Bergpass im Norden von Peru in der peruanischen Westkordillere. Er liegt auf einer Höhe von 2137 m (nach anderen Quellen 2145 m). Entdeckt wurde der Pass im Jahr 1902 von Manuel Antonio Mesones Muro, einem peruanischen Geographen.

## Geografische Lage
Der Pass liegt im Süden des Distrikts Huarmaca der Provinz Huancabamba in der Region Piura. Er liegt zwischen den Flusstälern von Río Olmos im Südwesten und Río Huancabamba im Nordosten. Es handelt sich beim Abra de Porculla um den niedrigsten Punkt der kontinentalen Wasserscheide zwischen Kolumbien und Chile. Östlich des Abra de Porculla befindet sich die Huancabamba-Senke, welche die zentralen und östlichen Kordilleren unterbricht. Der Bergpass bildet außerdem eine räumliche Trennung der nördlich und südlich gelegenen Andenregionen und deren biogeographischen Regionen.

## Verkehr
Die 62 km lange Nationalstraße 4B (PE-04B) überquert den Bergpass und bildet dabei eine Querspange zwischen der Nationalstraße 1N (nahe der Stadt Olmos), die entlang der Westflanke der Anden verläuft, und der Nationalstraße 3N, die von Cajamarca kommend nach Norden durch das untere Huancabamba-Tal führt.

## Klima
Der Pass bildet eine klimatische Grenze. Im Westen befindet sich die niederschlagsarme Westflanke der Westkordillere und die ihr vorgelagerte Küstenwüste. Nach Osten hin wird es immer humider. Dort befindet sich der westliche Randbereich des Amazonasbeckens. Etwa 9,5 km südlich des Bergpasses führt seit 2014 ein Tunnel Wasser zu Bewässerungszwecken von der Ostseite des Gebirges nach Westen.